# 臺中市立四箴國民中學
臺中市立四箴國民中學（簡稱四箴國中），位在中華民國臺中市龍井區，目前日校設有普通班、體育班與美術班，夜校設有給社區民眾進修的補校。

## 歷史
- 1968年，在地士紳組成「大肚山頂區籌設國民中學促進委員會」
- 1969年4月，籌備設校暫定名稱為「臺灣省臺中縣立雙峰國民中學」，並使用龍峰國民小學土地約1.3甲為基地。[2]
- 1970年8月1日，設校正名「臺灣省臺中縣立四箴國民中學」。
- 1992年國中附設補校成立。
- 2010年12月25日隨台中縣市合併升格，更名為「臺中市立四箴國民中學」。[3]

## 歷任校長
以下資料來自四箴國中網頁之四箴沿革與公家機關公布結果

### 籌備階段
| 職稱                                     | 姓名   | 任期             |
| ---------------------------------------- | ------ | ---------------- |
| 大肚山頂區籌設國民中學促進委員會主任委員 | 李新書 | 1968年-1969年4月 |
| 大道國中校長兼籌備主任                   | 陳克己 | 1969年4月-1970年 |

### 正式創校
| 任次     | 姓名   | 任期                       |
| -------- | ------ | -------------------------- |
| 第一任   | 韓覺非 | 1970年-1971年              |
| 第二任   | 劉清連 | 1971年-1975年              |
| 第三任   | 王清煙 | 1975年-1982年              |
| 第四任   | 黃敏雄 | 1982年-1986年              |
| 第五任   | 藍武雄 | 1986年-1991年              |
| 第六任   | 蔡秋東 | 1991年-1995年              |
| 第七任   | 呂允成 | 1995年-1999年              |
| 第八任   | 洪玉水 | 1999年-2007年2月           |
| 第九任   | 周文松 | 2007年2月-2013年8月1日     |
| 第十任   | 顏慧萍 | 2013年8月1日-2019年7月31日 |
| 第十一任 | 林瓊惠 | 2019年8月1日-2025年7月31日 |
| 第十二任 | 方玉婷 | 2025年8月1日-              |

## 學區
新庄里、新東里、南寮里、瑞井里、蔗廍里、自強里、東海里
（東海里為四箴國中與福科國中共同學區）

## 建築
- 箴勤樓
- 箴愛樓
- 箴心樓
- 箴誠樓
- 箴旭樓（現已拆除）
- 體育館（現已拆除）

## 教學概況

### 班級數
- 普通班25班（七年級:9班  八年級:8班  九年級:8班）
- 美術班3班（三個年級各一班，需考試入班）
- 體育班3班（三個年級各一班，需考試入班）

### 體育班發展項目
- 田徑
- 拔河[6]
- 射箭[7]

### 非體育班校隊發展項目
- 法式滾球[8]
- 管樂隊
- 啦啦舞蹈隊[9]

## 外部連結
- 臺中市立四箴國民中學（页面存档备份，存于）